# حارة اللقية (دار سعد)
حارة اللقية هي إحدى حارات حي 7 أكتوبر الواقع بمديرية دار سعد التابعة لمحافظة عدن، بلغ تعداد سكانها 6185 نسمة حسب تعداد اليمن لعام 2004.